# Női 10 méteres szinkronugrás a 2014-es nemzetközösségi játékokon
A női 10 méteres szinkronugrást a 2014-es nemzetközösségi játékokon július 30-án rendezték meg, délelőtt az edinburgh-i Royal Commonwealth Pool-ban.
Az egyfordulós számot a kanadai Meaghan Benfeito, Roseline Filion páros nyerte az angol Sarah Barrow, Tonia Couch összeállítású duó előtt. A bronzérmet a malajziai páros, Pandelela Rinong és Nur Dhabitah Sabri szerezte meg.

## Eredmények
| # | Tagállam   | Név                                   | Ugrások | Ugrások | Ugrások | Ugrások | Ugrások | Össz. pontszám |
| # | Tagállam   | Név                                   | 1       | 2       | 3       | 4       | 5       | Össz. pontszám |
| - | ---------- | ------------------------------------- | ------- | ------- | ------- | ------- | ------- | -------------- |
|   | Kanada     | Meaghan Benfeito / Roseline Filion    | 53,40   | 50,40   | 65,70   | 64,35   | 76,80   | 310,65         |
|   | Anglia     | Sarah Barrow / Tonia Couch            | 52,80   | 52,20   | 66,24   | 66,60   | 70,08   | 307,92         |
|   | Malajzia   | Pandelela Rinong / Nur Dhabitah Sabri | 49,20   | 48,60   | 61,20   | 70,08   | 71,04   | 300,12         |
| 4 | Malajzia   | Cheong Jun Hoong / Leong Mun Yee      | 49,80   | 52,80   | 64,80   | 67,20   | 64,32   | 298,92         |
| 5 | Ausztrália | Rachel Bugg / Melissa Wu              | 51,00   | 48,00   | 63,90   | 57,60   | 72,00   | 292,50         |